# Jaroslav Knížka
Jaroslav Knížka (25. července 1916 Stehelčeves – 15. listopadu 1990 Praha) byl československý inženýr a politik KSČ z českých zemí, působící na Slovensku, od 60. let první ředitel Východoslovenských železáren a poslanec Slovenské národní rady, na počátku normalizace ministr - předseda Výboru pro dopravu vlády Československé socialistické republiky.

## Biografie
Vystudoval Vysokou školu inženýrského stavitelství na ČVUT v Praze. Mezi lety 1939 a 1943 byl vězněn v koncentračním táboře Sachsenhausen, po propuštění pracoval jako horník na Kladně. V letech 1946–1951 působil v Poldině huti (tehdy SONP Kladno). V letech 1951–1953 zastával funkci vedoucího výstavby a hlavního inženýra HUKO v Košicích.
V roce 1960 patřil do skupiny českých inženýrů a technických odborníků, kteří byli vysláni na Slovensko za účelem přípravy výstavby a rozjezdu obřího hutního komplexu Východoslovenské železárny. Stal se pak prvním ředitelem tohoto podniku.
Ve volbách v roce 1960 a opětovně ve volbách v roce 1964 byl zvolen do Slovenské národní rady. V letech 1960-1968 se uvádí jako účastník zasedání Ústředního výboru Komunistické strany Slovenska.
V září 1969 byl jmenován členem československé třetí vlády Oldřicha Černíka jako ministr - předseda Výboru pro dopravu. Tuto funkci si udržel i po výměně v čele vlády v první vládě Lubomíra Štrougala až do ledna 1971, kdy byly výboru československé vlády zrušeny a nahrazeny běžnými ministerstvy.
V březnu 1971 přešel na ministerstvo zahraničních věcí, kde byl jmenován velvyslancem ČSSR při Úřadovně OSN v Ženevě, kde působil do listopadu 1975. V letech 1976-78 byl velvyslancem v Řecku a k 1. listopadu 1978 byl jmenován prvním náměstkem ministra Bohuslava Chňoupka, kterým zůstal až do svého penzionování v roce 1982.